# Bosnie-Herzégovine au Concours Eurovision de la chanson 2012
La Bosnie-Herzégovine a participé au Concours Eurovision de la chanson 2012 et a sélectionné sa chanson et son artiste via une sélection interne, organisée par le diffuseur bosnien BHRT.

## Sélection interne
Le 9 décembre 2011, BHRT confirme sa participation au Concours Eurovision de la chanson 2012 à Bakou.
Le 15 décembre 2011, BHRT annonce que MayaSar représentera la Bosnie-Herzégovine lors du concours.
Le 15 février 2012, MayaSar annonce que la chanson s’appellera Korake ti znam. Elle est dévoilée pour la première fois le 15 mars 2012.

## À l'Eurovision
La Bosnie-Herzégovine participe tout d'abord à la deuxième moitié de la seconde demi-finale le 24 mai en passant en 17e position entre la Norvège et la Lituanie et se qualifie pour la finale en prenant la 6e place avec 77 points.
Lors de la finale du 26 mai, le pays passe en 5e position entre la Lituanie et la Russie et finit à la 18e avec 55 points.

### Points accordés à la Bosnie-Herzégovine
| 12 points                                                                 | 10 points          | 8 points | 7 points  | 6 points                 |
| ------------------------------------------------------------------------- | ------------------ | -------- | --------- | ------------------------ |
| - Croatie - Turquie                                                       |                    |          |           | - Slovaquie              |
| 5 points                                                                  | 4 points           | 3 points | 2 points  | 1 point                  |
| - Allemagne - Macédoine - Pays-Bas - Portugal - Serbie - Slovénie - Suède | - France - Norvège |          | - Géorgie | - Bulgarie - Royaume-Uni |

| 12 points | 10 points           | 8 points | 7 points                          | 6 points     |
| --------- | ------------------- | -------- | --------------------------------- | ------------ |
|           | - Croatie - Turquie |          | - Autriche - Macédoine - Slovénie | - Monténégro |
| 5 points  | 4 points            | 3 points | 2 points                          | 1 point      |
| - Serbie  |                     |          | - Slovaquie                       | - Suisse     |

### Points accordés par la Bosnie-Herzégovine
| 12 points | Croatie   |
| 10 points | Serbie    |
| 8 points  | Macédoine |
| 7 points  | Suède     |
| 6 points  | Turquie   |
| 5 points  | Slovénie  |
| 4 points  | Portugal  |
| 3 points  | Bulgarie  |
| 2 points  | Ukraine   |
| 1 point   | Norvège   |

| 12 points | Macédoine   |
| 10 points | Serbie      |
| 8 points  | Suède       |
| 7 points  | Azerbaïdjan |
| 6 points  | Albanie     |
| 5 points  | Espagne     |
| 4 points  | Turquie     |
| 3 points  | Russie      |
| 2 points  | France      |
| 1 point   | Grèce       |